# Edward Biddle
Edward Biddle (* 1738 in Philadelphia, Provinz Pennsylvania; † 5. September 1779 bei Baltimore, Maryland) war ein US-amerikanischer Politiker. In den Jahren 1774 und 1775 war er Delegierter aus Pennsylvania im Kontinentalkongress.

## Werdegang
Edward Biddle besuchte die öffentlichen Schulen seiner Heimat. Dann nahm er am Siebenjährigen Krieg (1756–1763) teil. Dabei stieg er bis zum Hauptmann der Miliz auf. Nach einem anschließenden Jurastudium und seiner Zulassung als Rechtsanwalt begann er in Reading in diesem Beruf zu arbeiten. Gleichzeitig schlug er eine politische Laufbahn ein. Zwischen 1767 und 1775 saß er im noch kolonialen Abgeordnetenhaus von Pennsylvania, dessen Präsident er im Jahr 1774 war.
In den 1770er Jahren schloss sich Biddle der Revolutionsbewegung an. Im Jahr 1775 saß er im in Philadelphia tagenden Provinzialkonvent (Provincial convention). Außerdem vertrat er Pennsylvania zwischen 1774 und 1775 im Kontinentalkongress. Im Jahr 1778 wurde er Abgeordneter im Repräsentantenhaus von Pennsylvania. Edward Biddle starb am 5. September 1779 in Chatsworth nahe Baltimore. Sein Neffe Richard Biddle (1796–1847) wurde Abgeordneter im Repräsentantenhaus der Vereinigten Staaten für Pennsylvania.
Er war gewähltes Mitglied der American Philosophical Society.